# Ibocoris
Ibocoris is een geslacht van wantsen uit de familie van de Acanthosomatidae (Kielwantsen). Het geslacht werd voor het eerst wetenschappelijk beschreven door Roche in 1947.

## Soorten
Het genus bevat de volgende soorten:

- Ibocoris ficivora Roche, 1947
- Ibocoris orientalis Schouteden, 1964